# Rijnwaarden
Rijnwaarden là một đô thị ở phía đông Hà Lan, ở tỉnh Gelderland. Đô thị này có diện tích đất 40,42 ki-lô-mét vuông, dân số 11.005 người.

## Các trung tâm dân cư
- Aerdt
- Herwen
- Lobith
- Pannerden
- Spijk
- Tolkamer